# Видродження (Донецкая область)
Видро́дження (укр. Відродження) — село в Бахмутской городской общине Бахмутского района Донецкой области Украины.
Код КОАТУУ — 1420984502. Население по переписи 2001 года составляло 278 человек, на 2012 год составляет 187 человек.
Почтовый индекс — 84562. Телефонный код — 6274.